# Université de Caroline du Nord à Charlotte
L'université de Caroline du Nord à Charlotte (en anglais : University of North Carolina at Charlotte, en abrégé UNC Charlotte) est une université publique d'enseignement et de recherche située à Charlotte en Caroline du Nord aux États-Unis. C'est la plus grande université de la région.

## Sport
Les 49ers de Charlotte sont l'équipe sportive de l'université. Son équipe de soccer évolue à l'Irwin Belk Track and Field Center/Transamerica Field.